# François I. de Beauharnais
François I. de Beauharnais († vor 8. März 1588) war ein französischer Politiker aus der Familie Beauharnais. Er war Seigneur de Miramion, de La Chaussée, de Sédenay, d‘Outreville, de La Grillière, de Longuesve, de Beaumont et de Villechauve.

## Leben
Er war das einzige Kind von Guillaume IV. de Beauharnais, Seigneur de Miramion, Schöffe von Orléans, und Jeanne de Mesmin, Dame de Sédenay.
François I. de Beauharnais amtierte in Orléans als Staatsanwalt (1561–1562), Stadthauptmann (1563), Schöffe und Erster Hauptmann der Bürgerschaft (1569).

## Ehe und Nachkommen
Er heiratete am 27. April 1561 Madeleine Bourdineau, († zwischen 9. Juni 1593 und 15. März 1599), Tochter von Jacques Bourdineau, Seigneur de Villemblin et de Bussy, und Anne de Troyes, Kusine von Méry de Vic, Siegelbewahrer 1621/22. Ihre Kinder sind:
- Charles († vor 25. Mai 1589), Seigneur de Villechauve
- Guillaume (* um 1567; † 27. November 1653), Seigneur d’Outreville, La Chaussée, La Boissiére et Sédenay, 1620 Conseiller du Roi en ses Conseils; ⚭ (Ehevertrag 25. Juli 1599) Marie Rousseau, Tochter von Jacques Rousseau, Conseiller du Roi, Trésorier général de Sa Maison, und Jeanne Allegro
- François II. († 7. Juni 1651), Seigneur de La Grillière et Villechauve, Conseiller d’État, 1616 Conseiller du Roi en Ses Conseils - Privé et Finances, 1614 Député aux États; ⚭ 17. Februar 1599 Anne Brachet, Dame de La Boische († vor 27. Februar 1628), Tochter von Antoine Brachet, Seigneur de Marolles et La Boische, und Jeanne Jamet
- Jacques († nach 15. März 1599), Seigneur de Sédenay, Conseiller du Roi
- Aignan († Mai 1652) Seigneur de Miramion, dann la Couarde (Chouarde, Gallus-La-Queue, 78), Conseiller d’État; ⚭ (Ehevertrag 13. September 1618) Marguerite de Choisy, Tochter von Jean de Choisy, Seigneur de Baleroy, Conseiller d’État, und Madeleine Le Charron
- Marie († 20. Juni 1597 an der Pest); ⚭ (Ehevertrag 4. Juni 1597) 14. Juni 1597 André Charreton, Seigneur de La Douze
- Marguerite († 20. Juni 1597)
- Anne († 20. Juni 1653), Dame de Pontchartrain; ⚭ 11. Juni 1605 Paul Phélypeaux de Pontchartrain (* 1569; † 21. Oktober 1621), Conseiller et Secrétaire d’État, Sohn von Louis Phélypeaux, Seigneur de La Vrillière, und Radegonde Garrault